# Petite aile de l'os sphénoïde
Les petites ailes de l'os sphénoïde (ou anciennement nommées apophyses d'Ingrassias)  sont deux fines plaques osseuses triangulaires de sommet externe, qui naissent latéralement des parties supérieure et antérieure du corps du sphénoïde.

## Structure
Les petites ailes de l'os sphénoïde naissent de chaque côté par deux racines sur la partie antérieure des bords externes de la face supérieure du corps du sphénoïde.
Une première racine mince dans le prolongement du jugum sphénoïdal rejoint la deuxième située en dessous de la précédente pour former les canaux optiques orientés en avant, en dehors et en bas dans lequel passent les nerfs optiques et les artères ophtalmiques.

### Face supérieure
La face supérieure est plate et unie en continuité avec le jugum sphénoïdal et correspond à la partie postérieure de la fosse crânienne antérieure.
Elle se poursuit en avant avec la face supérieure des lames orbitaires de l'os frontal.
Elle supporte une partie du lobe frontal du cerveau.

### Face inférieure
La face inférieure forme la partie arrière du toit de l'orbite.
C'est la limite supérieure de la fissure orbitaire supérieure.
Cette fissure permet le passage du nerf oculomoteur, du nerf trochléaire, du nerf abducens (les trois branches de la division ophtalmique du nerf trijumeau), certains filaments du plexus caverneux du système nerveux sympathique, de la branche orbitaire de l'artère méningée moyenne, d'une artère récurrente branche de l'artère lacrymale et des veines ophtalmiques.

### Bord antérieur
Le bord antérieur est dentelé et s'articule avec le bord postérieur orbitaire de l'os frontal.

### Bord postérieur
Le bord postérieur, lisse et arrondi, se termine médialement par une saillie osseuse : le processus clinoïde antérieur qui donne attache à la tente du cervelet.
Parfois ce processus est relié au processus clinoïde moyen par un spicule osseux formant le foramen carotico-clinoïde dans lequel se termine le  sillon de l'artère carotide interne.
Ce bord libre forme la limite entre la fosse crânienne antérieure et la fosse crânienne moyenne
Les deux bords se rejoignent en un sommet effilé à quelques millimètres de l'extrémité externe de la fissure orbitaire supérieure pour former l'apophyse enciforme[pas clair].
Latéralement il se prolonge par la crête alaire.

## Anatomie comparée
Chez certains animaux, les petites ailes restent indépendantes sont appelés les orbitosphénoïdes.

## Galerie

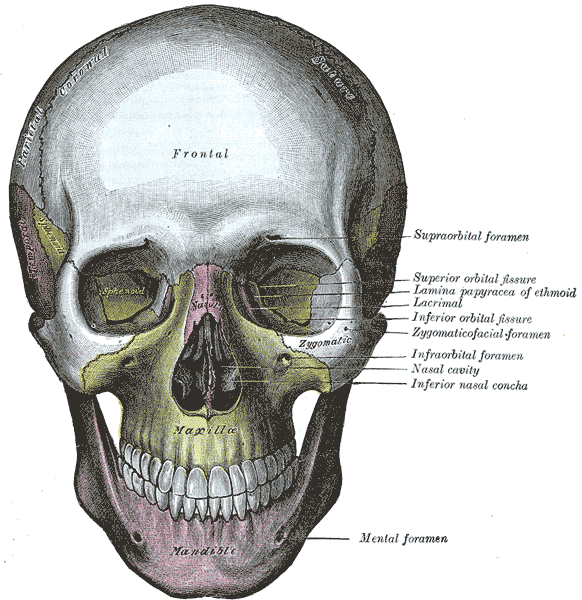
Le crâne vu de face.
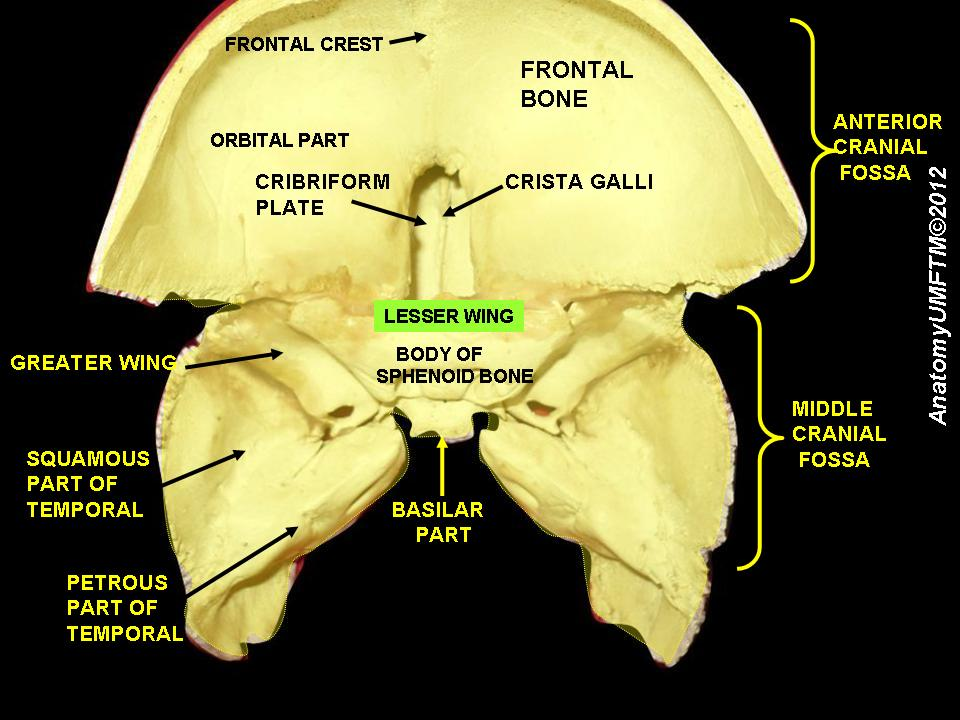
Les petites ailes du sphénoïde
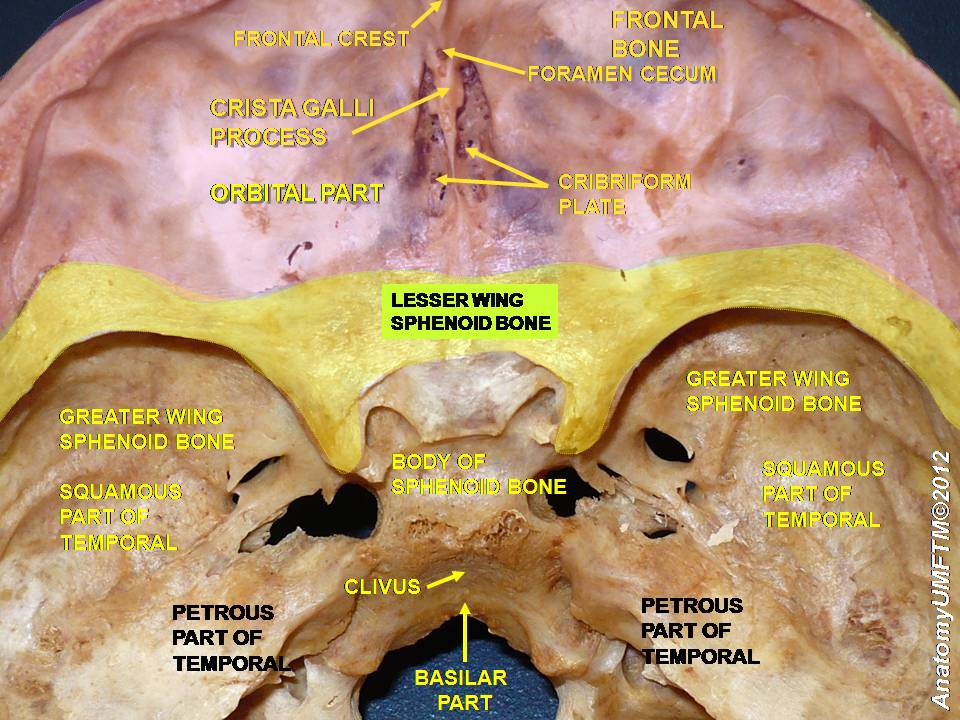
Petite aile du sphénoïde
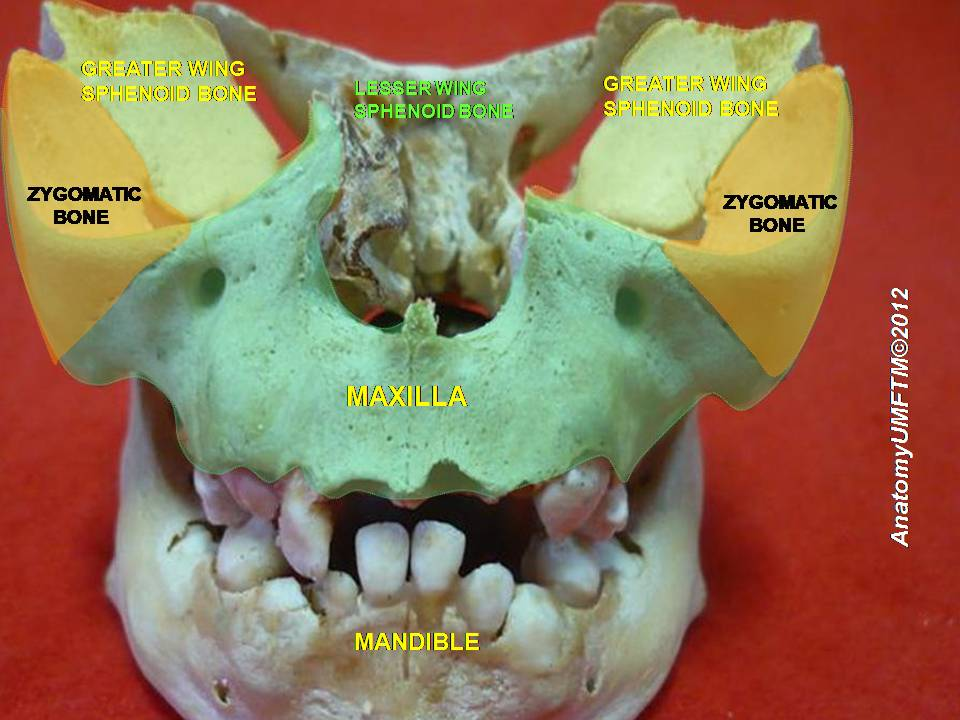
Les petites ailes du sphénoïde
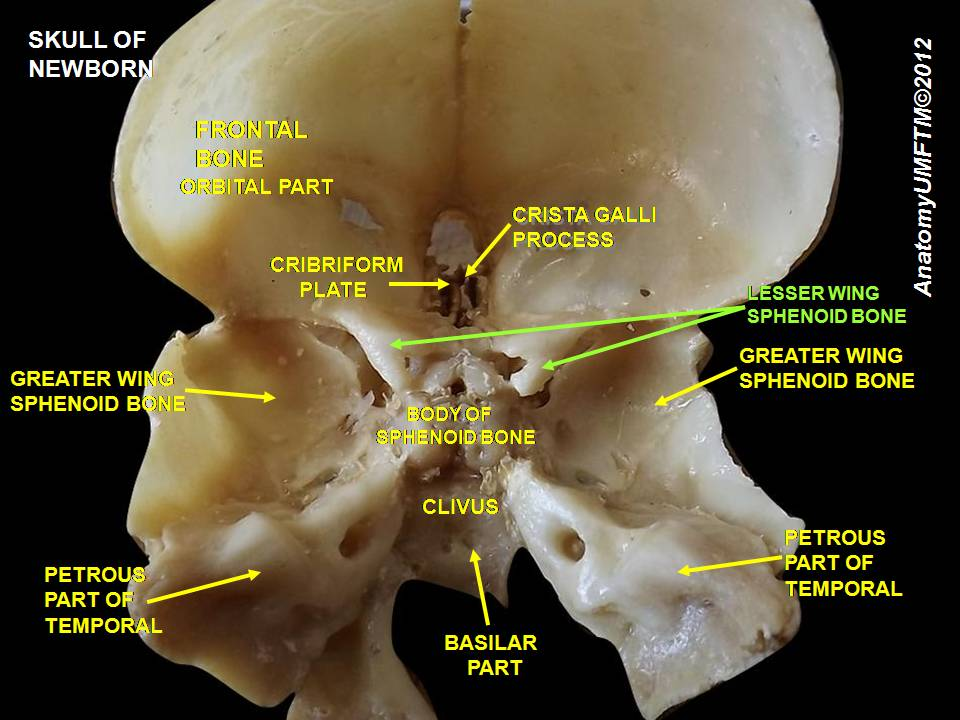
Les petites ailes du sphénoïde